# Sebastian Rode
Pour les articles homonymes, voir Rode.
Sebastian Rode né le 11 octobre 1990 à Seeheim-Jugenheim (Allemagne), est un footballeur allemand ayant évolué au poste de milieu de terrain.
Il a pris sa retraite à la fin de la saison 2023-2024.

## Biographie

### Jeunesse
Après avoir joué dans plusieurs petits clubs dès l'âge de 8 ans, Sebastian Rode intègre le centre de formation du SV Darmstadt 98 en 2004 à l'âge de 14 ans, puis celui des Kickers Offenbach en 2005.

### Carrière en club

#### Kickers Offenbach (2008-2010)
Il fait ses premières apparitions professionnelles en 2.Bundesliga avec les Kickers Offenbach, lors de la seconde partie de saison 2008-2009 qui voit le club être relégué.

#### Eintracht Francfort (2010-2014)
Ses performances lors de la saison 2009-2010 en 3.Bundesliga sont alors remarquées par l'Eintracht Francfort qu'il rejoint le 3 juin 2010. Il joue quatre saisons dans ce club, dont trois en Bundesliga, en restant dans la Hesse à l'issue de sa première année malgré la relégation en 2.Bundesliga et contribuant au retour immédiat dans l'élite.

#### Bayern Munich (2014-2016)
Le 9 janvier 2014, le départ de Rode pour rejoindre le Bayern Munich en juin 2014 à l'issue de son contrat est annoncé. Le transfert est officialisé le 14 avril 2014.

#### Borussia Dortmund (2016-2019)
Le 6 juin 2016, après un temps de jeu très faible au Bayern Munich, il rejoint le Borussia Dortmund pour quatre ans.

#### Prêt à l'Eintracht Francfort (2019)
Le 27 décembre 2018, il est prêté à partir du 1er janvier 2019 pour six mois à l'Eintracht Francfort, club dans lequel il avait déjà évolué entre 2010 et 2014.

#### Eintracht Francfort (2019-2024)
À l'été 2019, il rejoint définitivement l'Eintracht Francfort.

## Statistiques
| Saison                | Club                       | Championnat           | Championnat | Championnat | Coupe(s) nationale(s) | Coupe(s) nationale(s) | Supercoupe | Supercoupe | Compétition(s) continentale(s) | Compétition(s) continentale(s) | Compétition(s) continentale(s) | Supercoupe UEFA | Supercoupe UEFA | Total | Total |
| Saison                | Club                       | Division              | M.          | B.          | M.                    | B.                    | M.         | B.         | Comp.                          | M.                             | B.                             | M.              | B.              | M.    | B.    |
| 2008-2009             | Kickers Offenbach          | 2. Bundesliga         | 2           | 0           | -                     | -                     | -          | -          | -                              | -                              | -                              | -               | -               | 2     | 0     |
| 2009-2010             | Kickers Offenbach          | 3. Liga               | 13          | 1           | -                     | -                     | -          | -          | -                              | -                              | -                              | -               | -               | 13    | 1     |
| Sous-total            | Sous-total                 | Sous-total            | 15          | 1           | 0                     | 0                     | 0          | 0          | -                              | 0                              | 0                              | 0               | 0               | 15    | 1     |
| 2010-2011             | Eintracht Francfort        | 1. Bundesliga         | 11          | 2           | -                     | -                     | -          | -          | -                              | -                              | -                              | -               | -               | 11    | 2     |
| 2011-2012             | Eintracht Francfort        | 2. Bundesliga         | 33          | 2           | 2                     | 0                     | -          | -          | -                              | -                              | -                              | -               | -               | 35    | 2     |
| 2012-2013             | Eintracht Francfort        | 1. Bundesliga         | 33          | 0           | 1                     | 0                     | -          | -          | -                              | -                              | -                              | -               | -               | 34    | 0     |
| 2013-2014             | Eintracht Francfort        | 1. Bundesliga         | 17          | 0           | 4                     | 1                     | -          | -          | C3                             | 7                              | 0                              | -               | -               | 28    | 1     |
| Sous-total            | Sous-total                 | Sous-total            | 94          | 4           | 7                     | 1                     | 0          | 0          | -                              | 7                              | 0                              | 0               | 0               | 108   | 5     |
| 2014-2015             | Bayern Munich              | 1. Bundesliga         | 23          | 2           | 4                     | 0                     | 1          | 0          | C1                             | 7                              | 1                              | -               | -               | 35    | 3     |
| 2015-2016             | Bayern Munich              | 1. Bundesliga         | 15          | 1           | 1                     | 0                     | -          | -          | C1                             | 1                              | 0                              | -               | -               | 17    | 1     |
| Sous-total            | Sous-total                 | Sous-total            | 38          | 3           | 5                     | 0                     | 1          | 0          | -                              | 8                              | 1                              | 0               | 0               | 52    | 4     |
| 2016-2017             | Borussia Dortmund          | 1. Bundesliga         | 14          | 1           | 2                     | 0                     | 1          | 0          | C1                             | 4                              | 0                              | -               | -               | 21    | 1     |
| 2017-2018             | Borussia Dortmund          | 1. Bundesliga         | -           | -           | -                     | -                     | 1          | 0          | -                              | -                              | -                              | -               | -               | 1     | 0     |
| Sous-total            | Sous-total                 | Sous-total            | 14          | 1           | 2                     | 0                     | 2          | 0          | -                              | 4                              | 0                              | 0               | 0               | 22    | 1     |
| 2018-2019             | Eintracht Francfort (prêt) | 1. Bundesliga         | 12          | 0           | -                     | -                     | -          | -          | C3                             | 8                              | 1                              | -               | -               | 20    | 1     |
| 2019-2020             | Eintracht Francfort        | 1. Bundesliga         | 31          | 3           | 2                     | 0                     | -          | -          | C3                             | 10                             | 0                              | -               | -               | 43    | 3     |
| 2020-2021             | Eintracht Francfort        | 1. Bundesliga         | 27          | 1           | 2                     | 0                     | -          | -          | -                              | -                              | -                              | -               | -               | 29    | 1     |
| 2021-2022             | Eintracht Francfort        | 1. Bundesliga         | 17          | 1           | 1                     | 0                     | -          | -          | C3                             | 10                             | 0                              | -               | -               | 28    | 1     |
| 2022-2023             | Eintracht Francfort        | 1. Bundesliga         | 27          | 4           | 5                     | 0                     | -          | -          | C1                             | 6                              | 0                              | 1               | 0               | 39    | 4     |
| 2023-2024             | Eintracht Francfort        | 1. Bundesliga         | 8           | 0           | -                     | -                     | -          | -          | C4                             | 3                              | 0                              | -               | -               | 11    | 0     |
| Sous-total            | Sous-total                 | Sous-total            | 122         | 9           | 10                    | 0                     | 0          | 0          | -                              | 37                             | 1                              | 1               | 0               | 170   | 10    |
| Total sur la carrière | Total sur la carrière      | Total sur la carrière | 284         | 18          | 24                    | 1                     | 3          | 0          | -                              | 56                             | 2                              | 1               | 0               | 368   | 21    |

## Palmarès

### En club
|  |  | Bayern Munich - Championnat d'Allemagne (2) : - Champion en 2015 et 2016 - Coupe d'Allemagne (1) : - Vainqueur en 2016 | Borussia Dortmund - Coupe d'Allemagne (1) : - Vainqueur en 2017 | Eintracht Francfort - Ligue Europa (1) : - Vainqueur : 2022 |